# キンク・コントラヴァーシー
『キンク・コントラヴァーシー』（The Kink Kontroversy）は、1965年にリリースされたザ・キンクスのアルバム。本作は「Milk Cow Blues」のようなブルースの影響を大きく受けた作品、「Till the End of the Day」のような初期のヒット作から、「I'm on an Island」「The World Keeps Going Round」のようなアイロニカルな視点からの作品へとレイ・デイヴィスの作風の推移が見て取れる作品と言える。

## 曲目
特筆無い限りレイ・ディヴィス作詞作曲。
1. ミルク・カウ・ブルース - Milk Cow Blues (Sleepy John Estes)
2. リング・ザ・ベルズ - Ring the Bells
3. ゴッタ・ゲット・ザ・ファースト・プレーン・ホーム - Gotta Get the First Plane Home
4. ホエン・アイ・シー・ザット・ガール・オブ・マイン - When I See That Girl of Mine
5. アイ・アム・フリー - I Am Free
6. エンド・オブ・ザ・デイ - Till the End of the Day
7. ザ・ワールド・キープス・ゴーイング・ラウンド - The World Keeps Going Round
8. アイム・オン・アン・アイランド - I'm on an Island
9. ホエア・ハヴ・オール・ザ・グッド・タイムズ・ゴーン - Where Have All the Good Times Gone
10. イッツ・トゥ・レイト - It's Too Late
11. ワッツ・イン・ストア・フォー・ミー - What's in Store for Me
12. ユー・キャント・ウィン - You Can't Win

ボーナス・トラック
1. キザな奴 - Dedicated Follower Of Fashion
2. ソファにすわって - Sittin' on My Sofa
3. ホエン・アイ・シー・ザット・ガール・オブ・マイン - When I See That Girl of Mine [Demo Version]
4. キザな奴 - Dedicated Follower of Fashion [Alternate Take]

UK release: 1965年11月26日 (Pye NPL-18131 mono: NSPL-18131 stereo) 

US release: 1966年3月30日 (Reprise R-6197 mono: RS-6197 stereo)

## カヴァー
- 「ホエア・ハヴ・オール・ザ・グッド・タイムズ・ゴーン」
  - デヴィッド・ボウイ - アルバム『ピンナップス』（1973年）に収録。
  - ヴァン・ヘイレン - アルバム『ダイヴァー・ダウン』（1982年）に収録。